# Yūki Harutomo
Yūki Harutomo (結城 晴朝?; 18 settembre 1533 – 25 agosto 1614) è stato un samurai giapponese del periodo Sengoku, capo del clan Yūki.
Harutomo era figlio di Oyama Takatomo e fu adottato da suo zio Yūki Masakatsu. Fu costretto ad accettare l'autorità del clan Hōjō ma sciolse ogni alleanza durante l'assedio di Odawara, quando Toyotomi Hideyoshi pose fine al clan Hōjō. Nello stesso anno adottò Hideyasu, secondo figlio di Tokugawa Ieyasu, che avrebbe poi accompagnato a Echizen dopo il 1600.